# Madeliefjesroest
Het madeliefjesroest (Puccinia distincta) is een autoecische schimmel die behoort tot de familie Pucciniaceae. De schimmel is een biotrofe parasiet en infecteert het madeliefje. In Nederland is de schimmel zeer zeldzaam.
Het verschil met de Australische composietenroest (Puccinia  lagenophorae) is uiterlijk niet altijd duidelijk. Twijfelgevallen worden als Puccinia  lagenophorae sensu gedetermineerd. Microscopisch is het verschil wel duidelijk. Op het madeliefje zijn er 3-cellige teliosporen (naast 1- en 2-cellige teliosporen) en op de Australische composietenroest 1- en 2-cellige teliosporen.
Het madeliefjesroest vormt oranje, bekerachtige structuren (aecia) op de bladeren. De oranje aeciosporen zijn 10–16 × 10–16 µm groot, enigszins bolvormig, wratachtig en worden in ketens gevormd. De telia zijn meestal donkerbruin, poederachtig en langdurig bedekt. De donkerbruine teliosporen zijn een- tot driecellig, meestal stomp gelobd tot breed ellipsoïde, dubbel of drievoudig gegroefd en 20-40 × 12-18 µm groot. Hun steel is kleurloos en 20-40 µm lang. De schimmel ontwikkelt geen uredia.

## Foto's

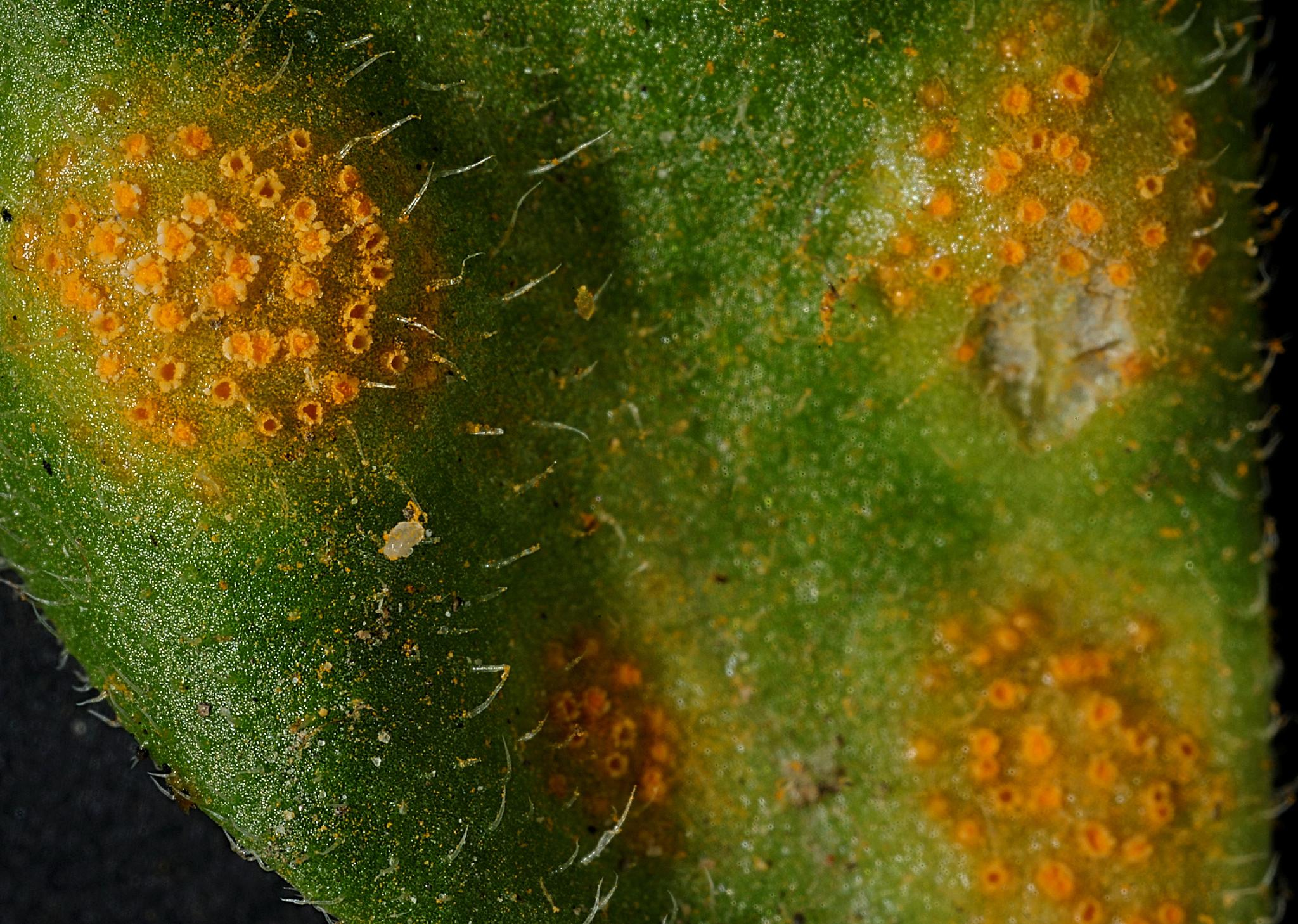
Aecia
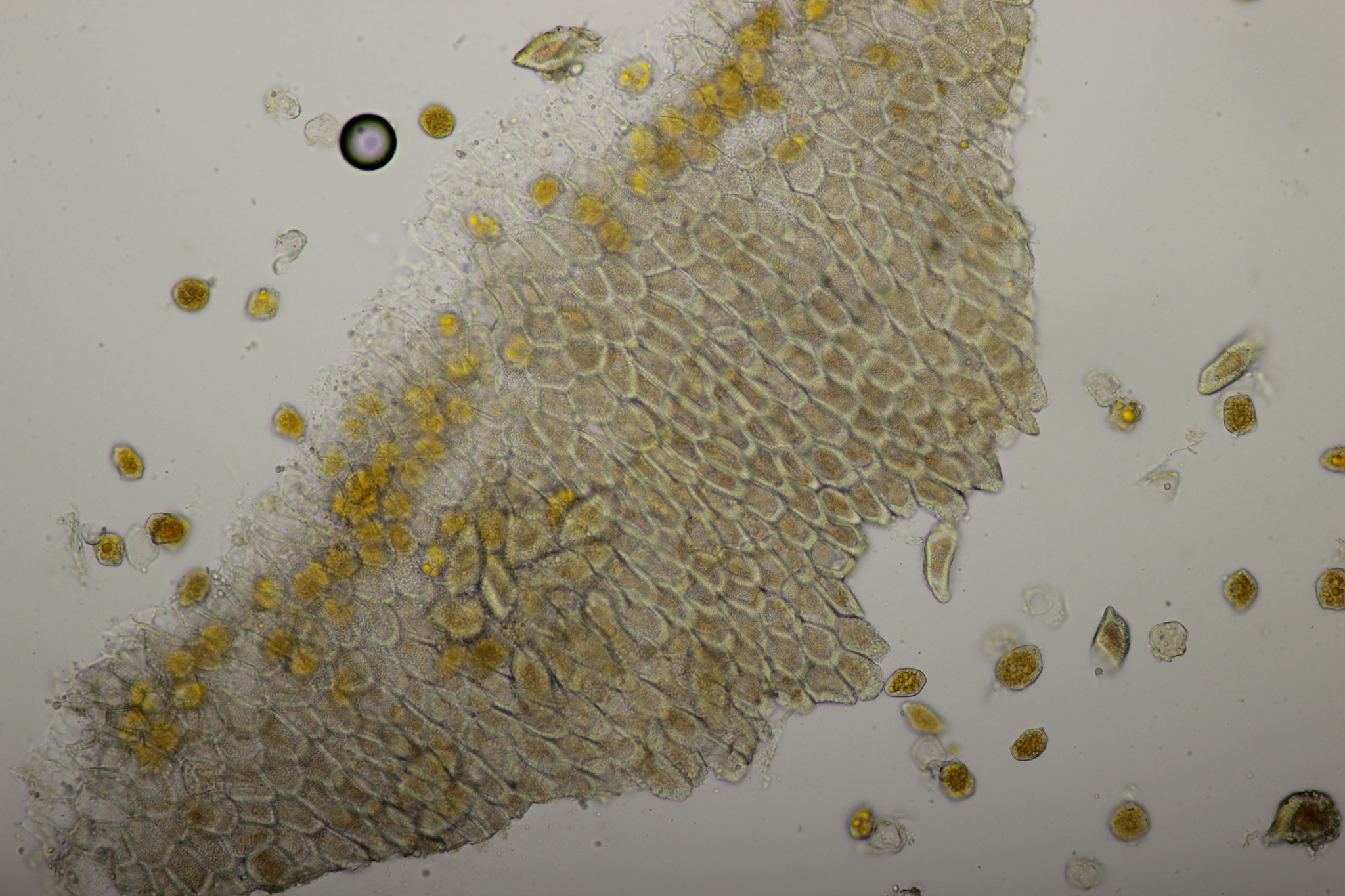
Aecium
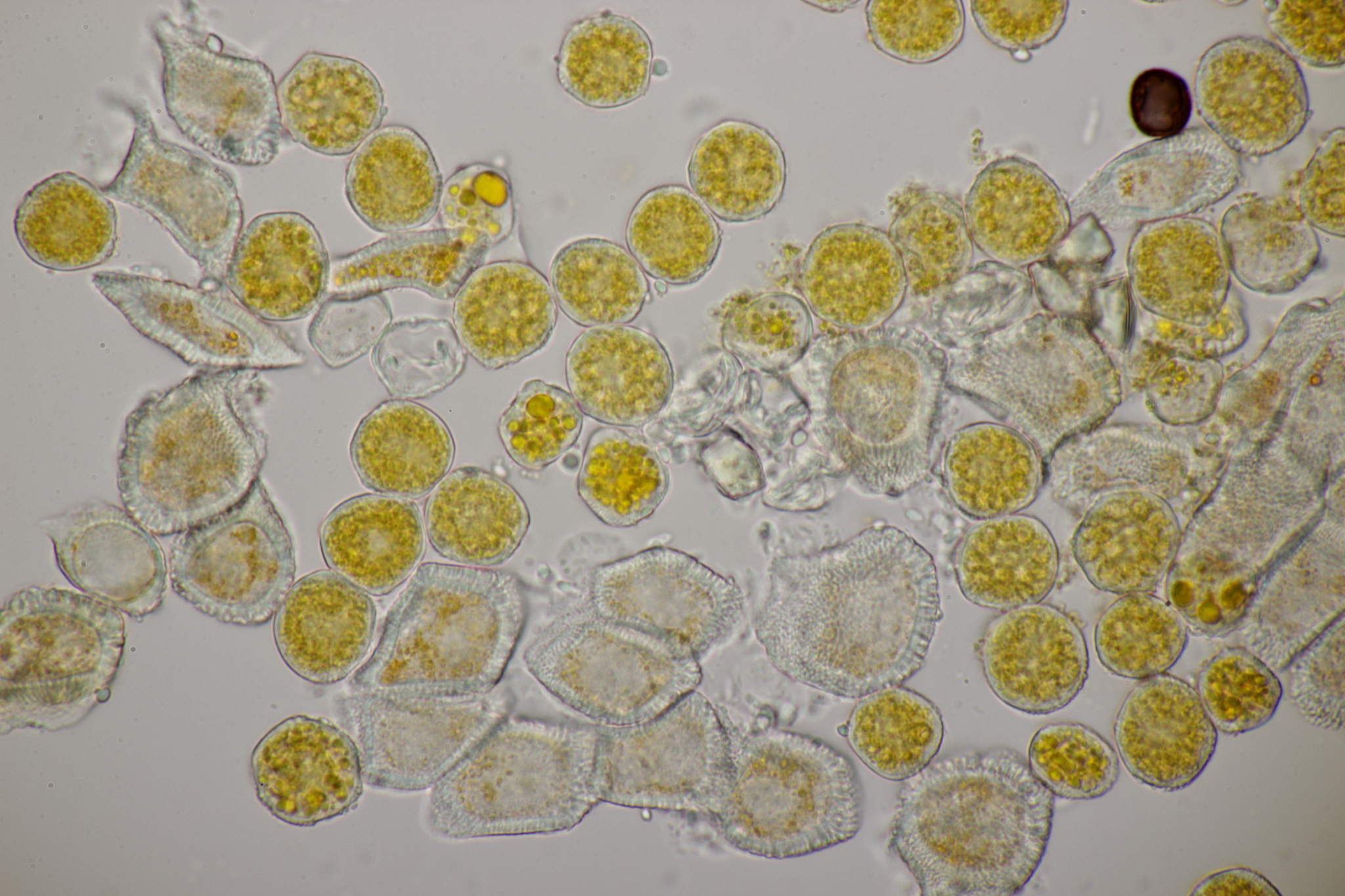
Aeciosporen